# Намибийские немцы

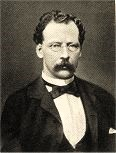
Адольф Людериц

Намибийские немцы (нем. Deutschnamibier), исторически немцы Юго-Запада, нем. Südwesterdeutsche — потомки этнических немецких колонистов, обосновавшихся на территории современной Намибии.

## История

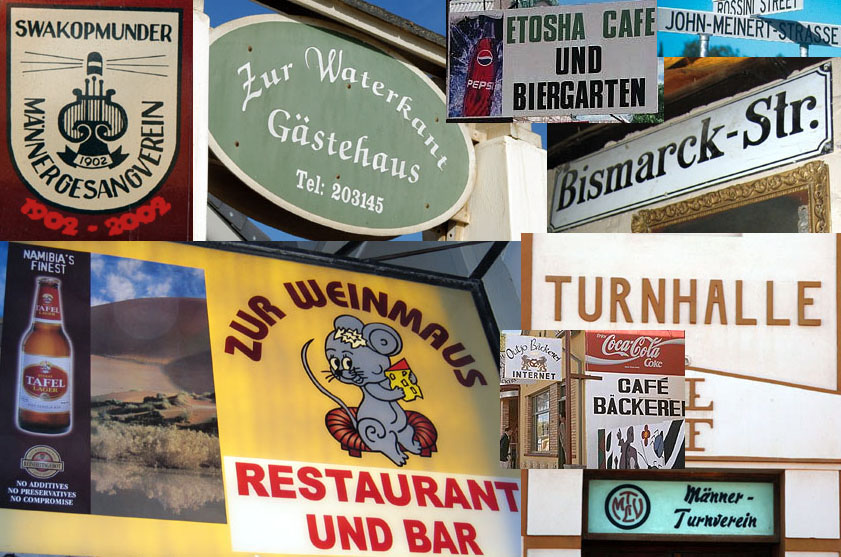
Примеры немецких вывесок в намибийской повседневности

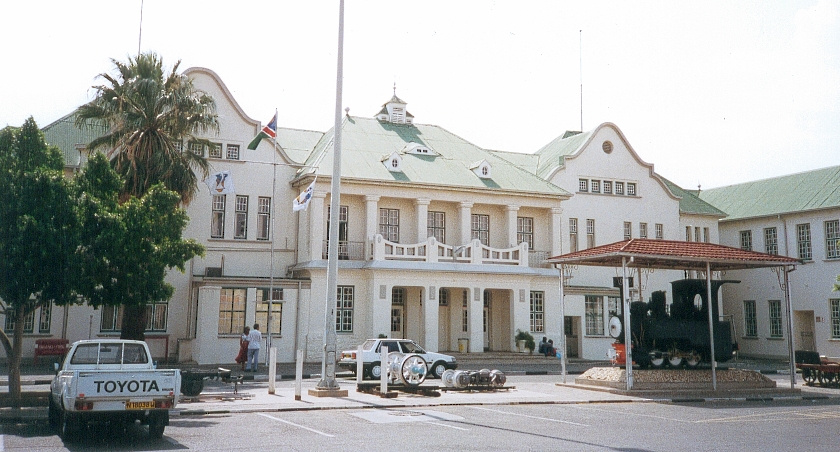
Вокзал в Виндхуке

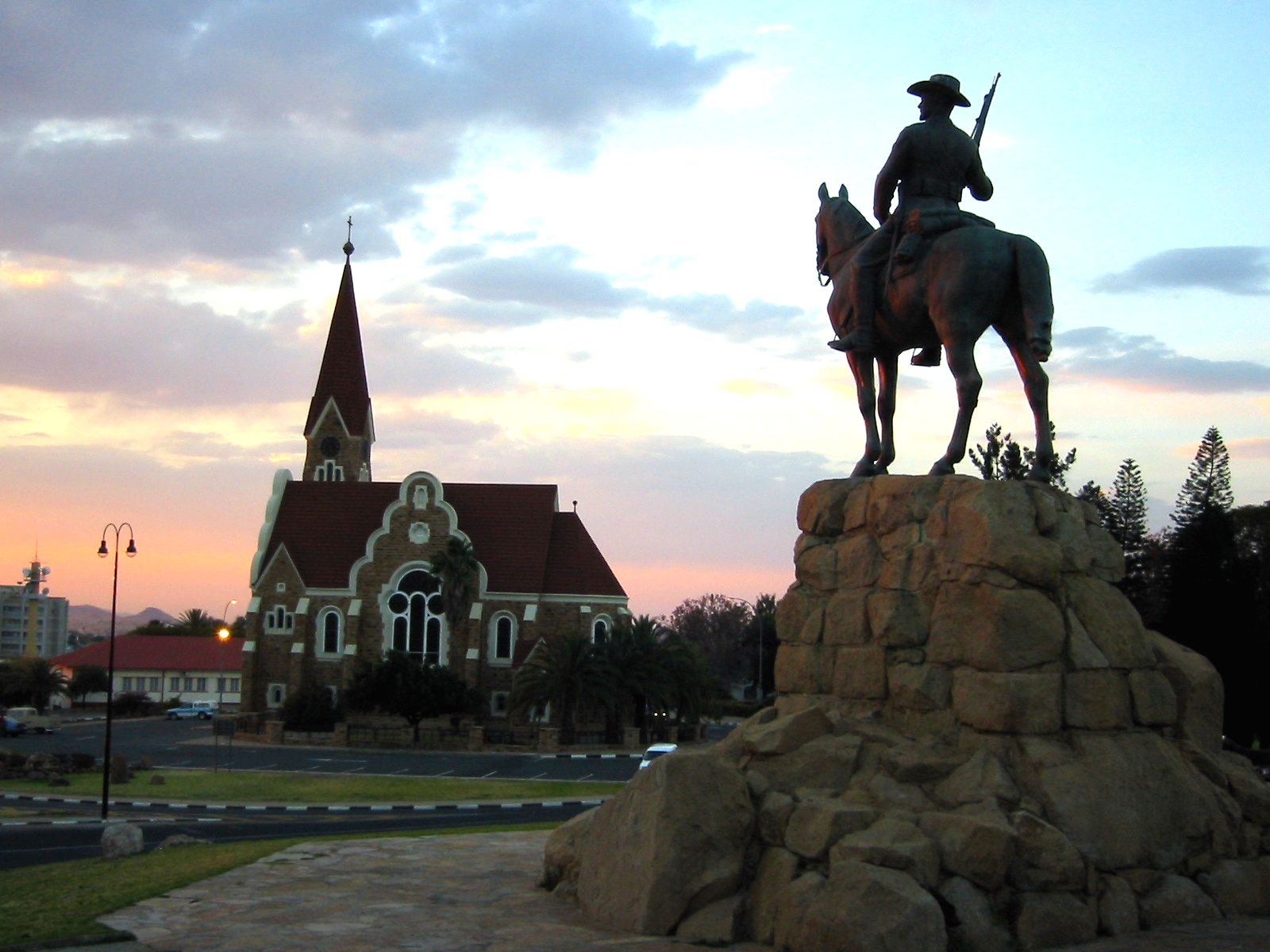
Юго-западный всадник, :de:Südwester Reiter и Церковь Христа в городе Виндхук

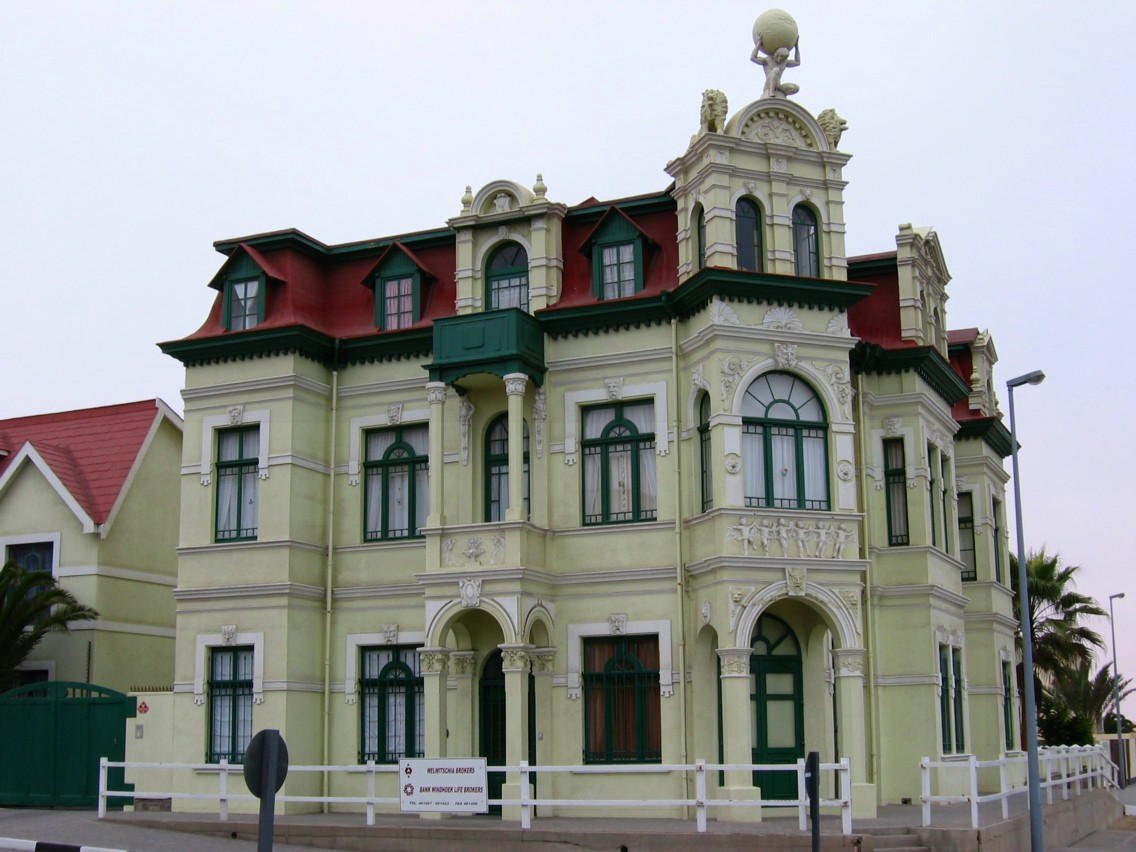
Гогенцоллернхаус, Hohenzollernhaus в г. Свакопмунд

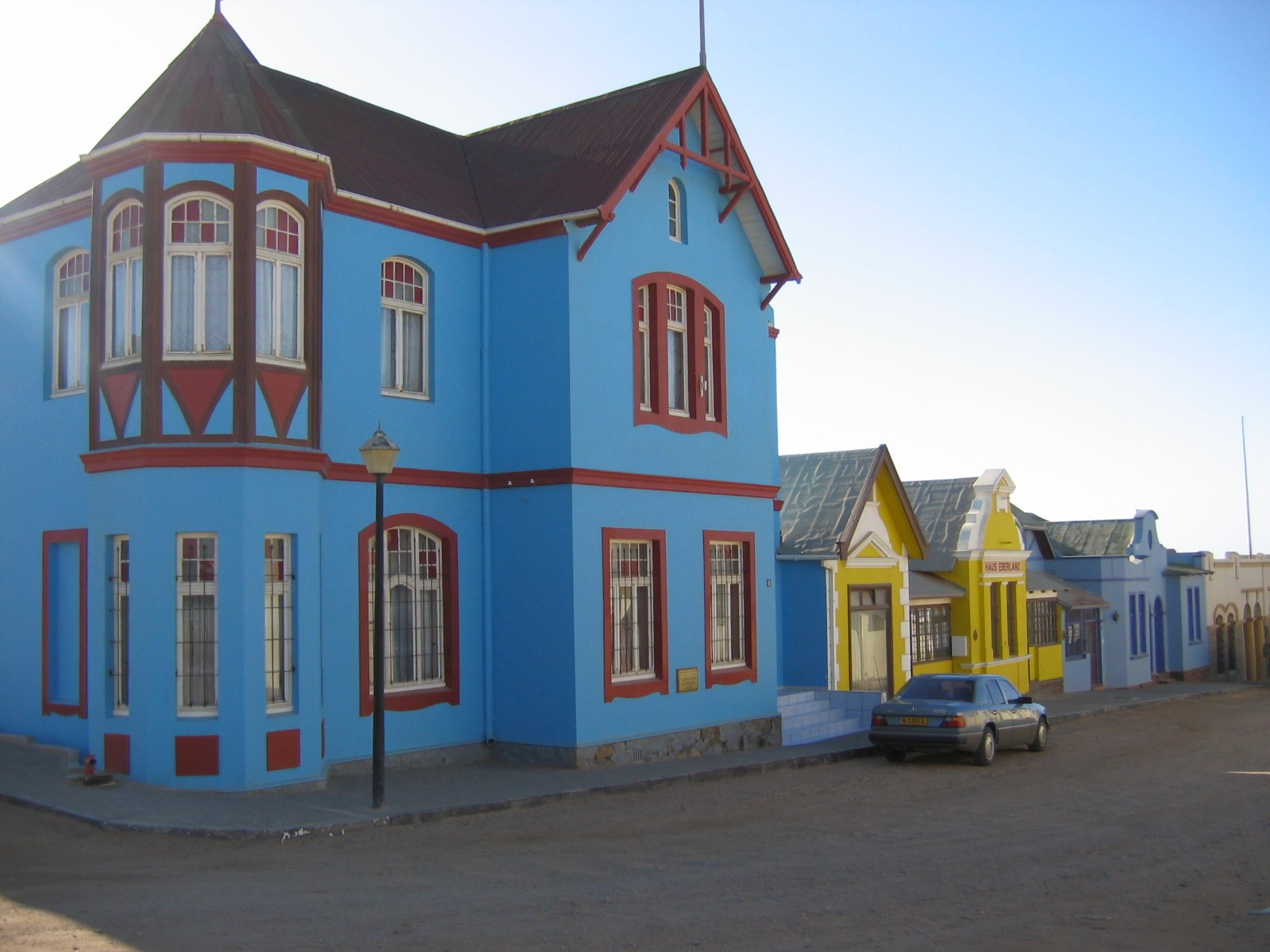
Ул. Бергштрассе в г. Людериц

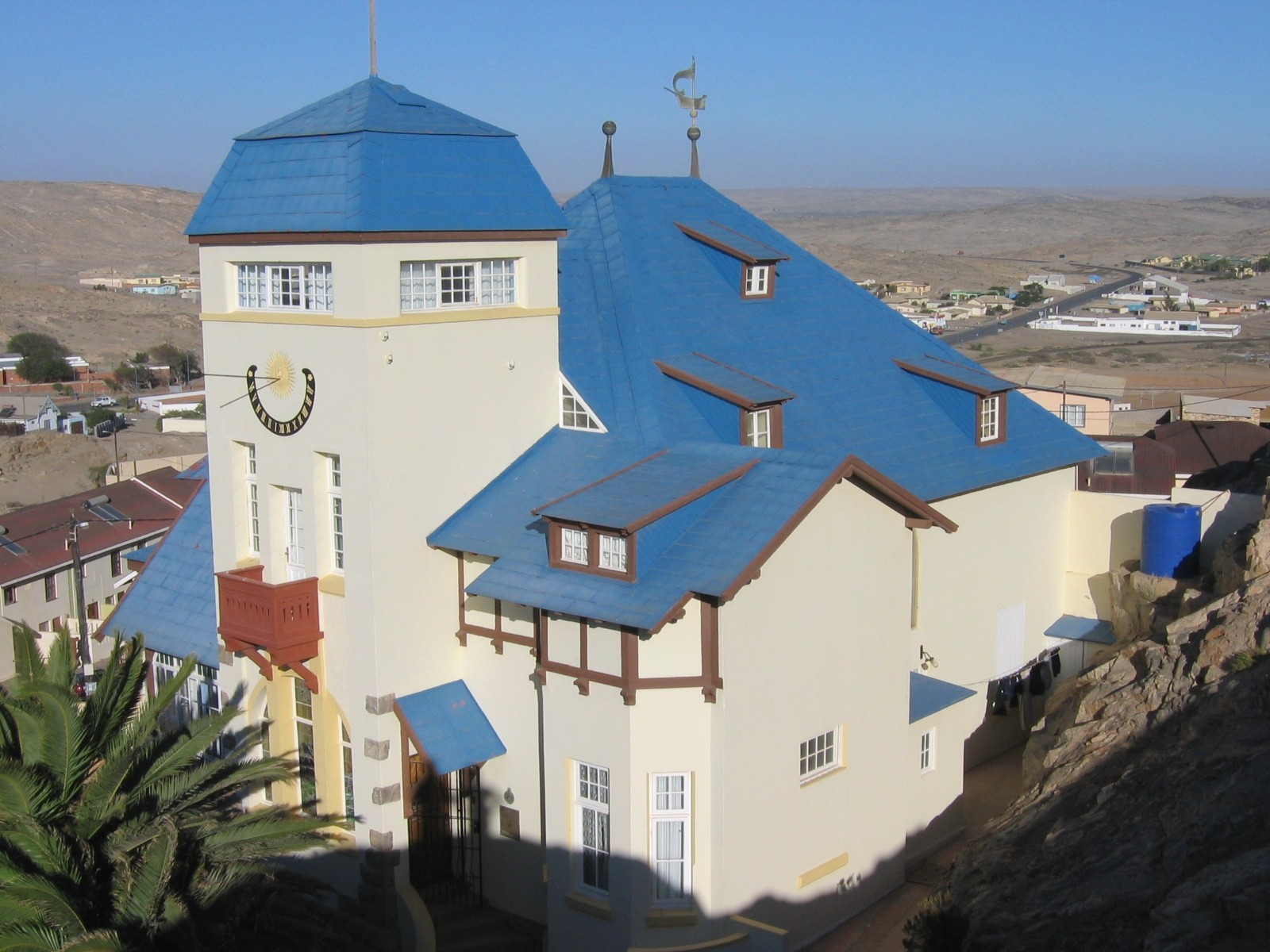
Гёрке-Хаус в г. Людериц

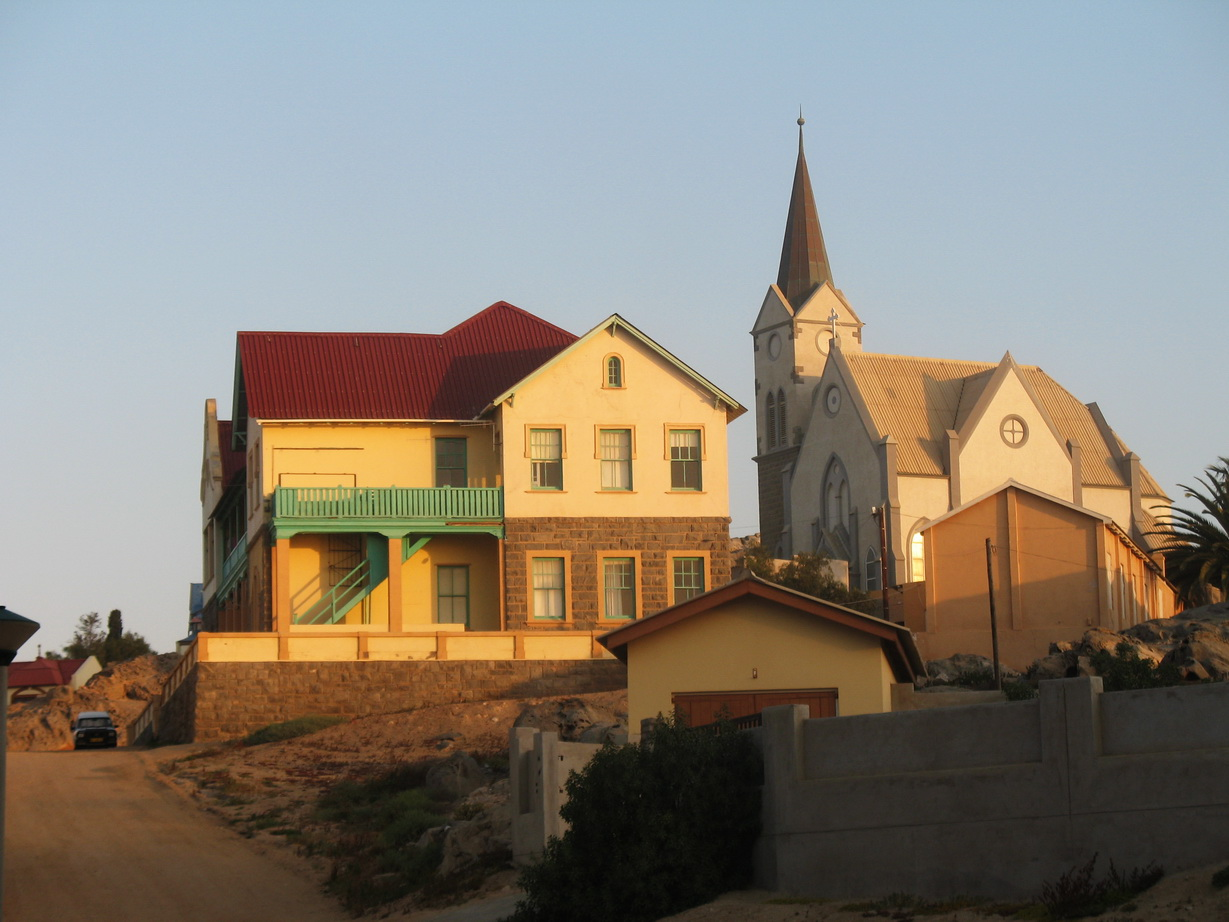
Фельзенкирхе («церковь на скале») в Людерице

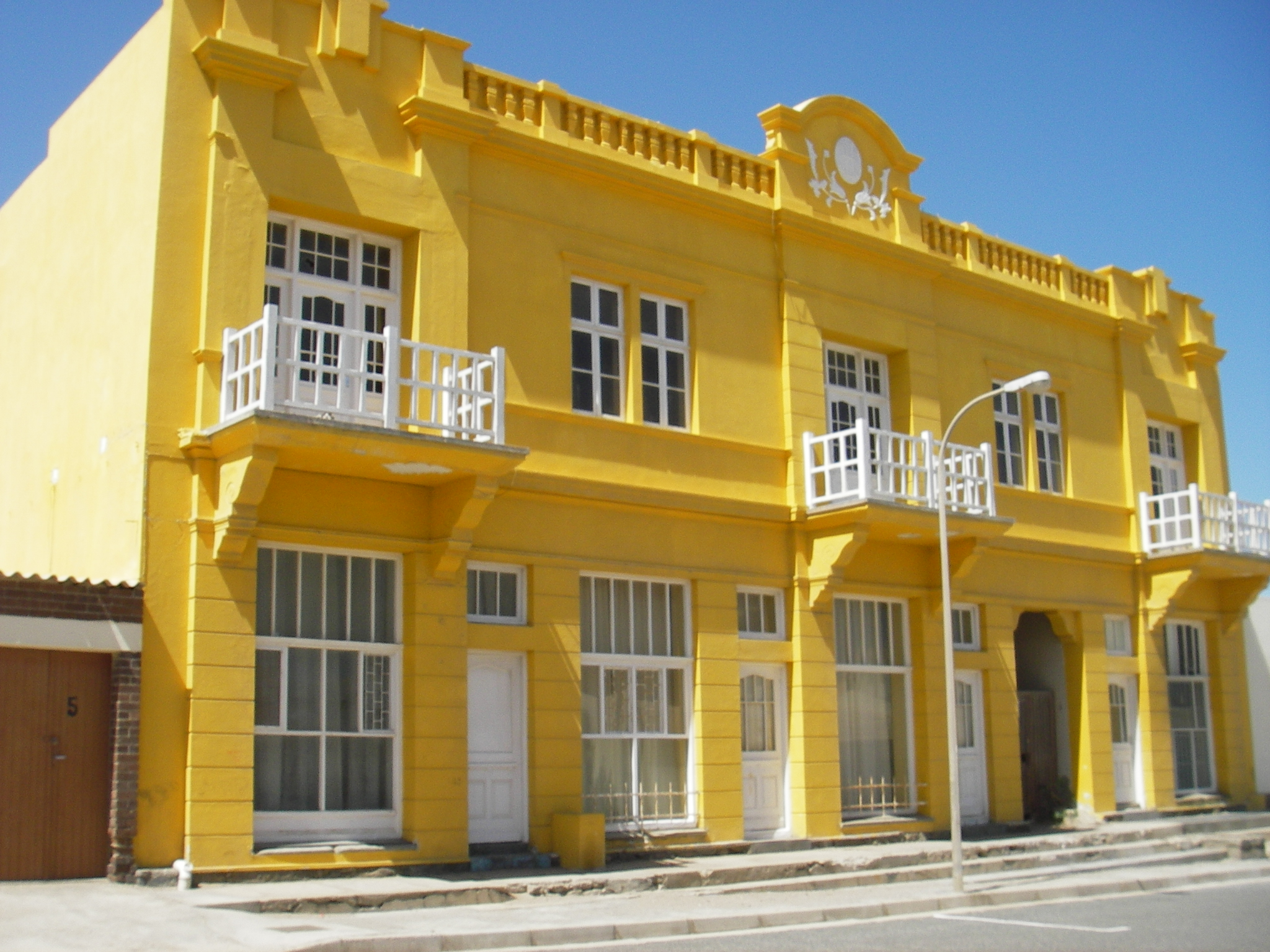
«Жёлтый дом» в г. Людериц

Их появление восходит к 1883 году, когда немецкий торговец Адольф Людериц приобрёл у местного вождя участок южного побережья Намибии и основал город Людериц. Немецкое правительство, озабоченное приобретением заморских колоний, вскоре аннексировало территорию и дало ей название Германская Юго-Западная Африка (нем. Deutsch-Südwestafrika). Число переселившихся туда впоследствии немцев было невелико: это были солдаты, торговцы, добытчики алмазов и колониальные чиновники.
В 1915 году, в ходе Первой мировой войны, Германия потеряла Юго-Западную Африку (см. история Намибии); по окончании войны страна стала подмандатной территорией ЮАС. Немецким поселенцам было разрешено остаться, и вплоть до обретения независимости в 1990 году немецкий сохранял свой официальный статус.

## Язык

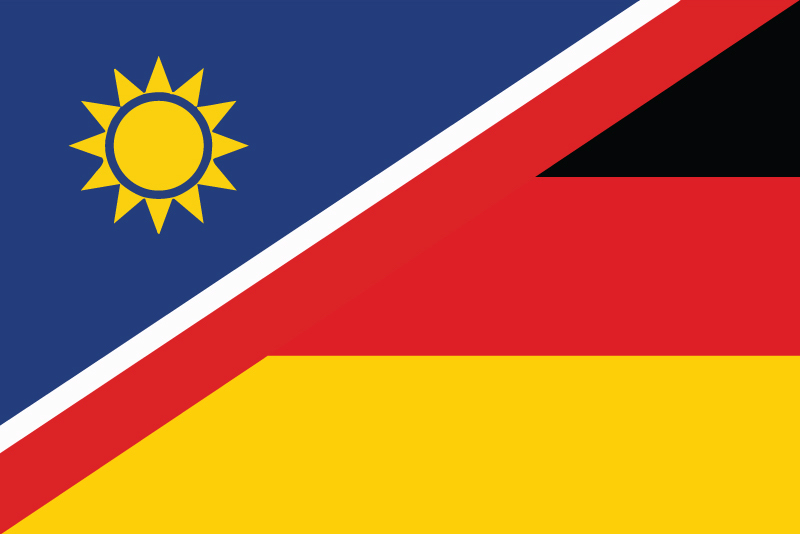
Гибрид Флаг Намибии и Германии.

В настоящее время единственным официальным языком Намибии является английский. Несмотря на это, около 35 000 намибийцев немецкого происхождения (около 2 % населения страны) и примерно 15 000 чёрных намибийцев (многие из которых, будучи сторонниками СВАПО, провели часть жизни в ГДР и вернулись на родину после получения независимости) всё ещё говорят либо на немецком языке, либо на креольском «намибийском чёрном немецком» (кюхендойч). В отличие от числа носителей немецкого языка в Намибии, число намибийцев немецкого происхождения трудно поддаётся оценке (отчасти из-за того, что часть их в годы апартеида предпочла отнести себя к африканерам).
Немецкие намибийцы сохраняют немецкую культуру на территории страны, что включает немецкие средние школы, церкви и средства массовой информации. В общине пользуются популярностью телевидение, музыка и книги из Германии. Нередко немецкие намибийцы учатся в университетах или технических школах Германии. Немецкий язык сохраняется, несмотря на тот факт, что гораздо более распространённым местным языком является африкаанс, а английский доминирует во всех сферах, от правительственных учреждений до надписей на товарах. В отличие от ЮАР, немецкие намибийцы не растворились в местных английской и африканерской общинах. Несмотря на это, все намибийские немцы бегло говорят на африкаанс и, как правило, хорошо владеют английским.

## Общины
Большая часть говорящих по-немецки живёт в столице страны, городе Виндхук, а также в небольших городках, таких как Свакопмунд, Людериц и Очиваронго, где бросаются в глаза памятники характерной немецкой архитектуры. Многие намибийские немцы занимают видное положение в бизнесе, сельском хозяйстве и туризме, а также в органах власти: так, первым мэром Виндхука после обретения независимости был немец.
Интересы общины озвучивает единственная африканская ежедневная газета на немецком языке, Die Allgemeine Zeitung. Крупнейшей религиозной деноминацией страны является лютеранская церковь, где также поддерживается немецкий язык.

## Упадок
Несмотря на важную роль в истории и культуре страны, число намибийских немцев год от года снижается, в основном ввиду низкой рождаемости среди них. В то же время, в отличие от других групп африканского белого населения, местные немцы редко эмигрируют в Европу или Америку; гораздо чаще они предпочитают переселяться в ЮАР.
Согласно переписи 2001 г., только в 1,1 % семей Намибии разговорным языком был немецкий (3654 семьи), что гораздо меньше, чем для языка африкаанс (39481 или 11,4 %) или английского (6522 или 1,9 %).
Согласно переписи 2011 г., 0,9 % семей Намибии использовали немецкий дома (4359 семей), в то время как 10,4 % говорили на африкаанс (48238), а 3,4 % на английском (15,912). На немецком говорят лишь 0,3 % сельского населения Намибии и 1,7 % в городах. Максимальная концентрация — в центральной части страны, то есть в административных регионах Эронго (2,8 %), Кхомас (2,6 %) и Очосондьюпа (1,4 %).

## Культура и символика
Среди намибийских немцев были свои оригинальные поэты, художники (Адольф Йенч), спортсмены (Моника Даль, Эрик Хоффманн, Йорг Линдемайер, Оливер Риссер, Фридхельм Зак, Манфред Штарке, Сандра Штарке), получившие известность за её пределами, а также видные местные политики (Клаус Диркс) и правозащитники (Антон Лубовски). Неофициальным символом общины считается «Песня людей Юго-Запада» (нем. Südwesterlied), которую сочинил в 1937 г. Хайнц Антон Кляйн-Вернер для местной организации скаутов; мелодия припева взята из немецкой «Песни танкистов» 1933 г. (de:Panzerlied).

## Политические организации
- Немецкая африканская партия (нем. Deutsche Afrikanische Partei) — антифашистская немецкая партия в Юго-Западной Африке в 1930-50-х годах.